# Ekoton
Ekoton är en gränszon mellan vegetationstyper. Vid gränsen mellan exempelvis skog och gräsmark uppstår miljöförhållanden som skiljer sig från både de i skogen och de på gräsmarken.